# Conspiration des poignards
Conspiration des poignards eller Complot de l'Opéra var en påstådd konspiration med målet att mörda Napoleon då han lämnade Parisoperan den 10 oktober 1800, som avslöjades och förhindrades av polisen under Joseph Fouché och ledde till avrättningen av fyra påstådda konspiratörer. Komplotten sågs som genuin av samtiden, men nutida forskare bedömer att komplotten provocerades fram av en polisagent, Harel, som hade infiltrerat en oppositionsgrupp. 